# Marcus Müller (Sprachwissenschaftler)
Marcus Müller (* 20. Juli 1972) ist ein deutscher Sprachwissenschaftler und Hochschullehrer.
Von 1994 bis 2001 studierte er Germanistik, Romanische Philologie und Europäische Kunstgeschichte an der Ruprecht-Karls-Universität Heidelberg und der Universität Granada. Im Jahr 2006 promovierte er an der Neuphilologischen Fakultät der Universität Heidelberg und 2014 erhielt Müller die Venia Legendi für Germanistische Sprachwissenschaft. Nach seiner Habilitation vertrat Müller 2014 die Professur von Dietrich Busse an der Heinrich-Heine-Universität Düsseldorf in der Abteilung Germanistik und 2015 bis 2016 die Professur für Germanistische Sprachwissenschaft – Korpus- und Computerlinguistik an der Technischen Universität Darmstadt. Seit 2016 ist er dort Professor für Germanistik – Digitale Linguistik.
Des Weiteren hatte Müller von 2017 bis 2019 einige Gastprofessuren an der Tongji-Universität in der Volksrepublik China und ist seit 2021 Permanent Visiting Professor an der Pekinger Fremdsprachenuniversität.
Seine Forschungsschwerpunkte sind Korpuslinguistik, Digitale Diskursanalyse, Terminologieforschung & Wissenschaftsdiskurse, Grammatische Variation sowie Sprache und Kunst. In seiner Dissertation untersuchte Müller die Prägung kollektiver Identitäten in der akademischen Kunstliteratur.

## Schriften (Auswahl)
Monographien
- mit Katharina Bremer: Sprache, Wissen und Gesellschaft. Eine Einführung in die Linguistik des Deutschen. De Gruyter Verlag, Berlin/Boston 2021, ISBN 978-3-11-053257-9.
- Sprachliches Rollenverhalten: Korpuspragmatische Studien zu divergenten Kontextualisierungen in Mündlichkeit und Schriftlichkeit. De Gruyter Verlag, Berlin/Boston 2014, ISBN 978-3-11-039353-8.
- Geschichte – Kunst – Nation. Die sprachliche Konstituierung einer 'deutschen' Kunstgeschichte aus diskursanalytischer Sicht. De Gruyter Verlag, Berlin/Boston 2007, ISBN 978-3-11-096943-6.

Herausgeberschaften
- mit Matthias Attig, Katharina Jacob und Friedemann Vogel: Netz und Werk: Zur Gesellschaftlichkeit sprachlichen Handelns. De Gruyter Verlag, Berlin 2024, ISBN 978-3-11-108630-9.
- mit Jochen A. Bär: Geschichte der Sprache – Sprache der Geschichte: Probleme und Perspektiven der historischen Sprachwissenschaft des Deutschen. Akad.-Verlag, Berlin 2012, ISBN 978-3-05-005111-6.
- mit Sandra Kluwe: Identitätsentwürfe in der Kunstkommunikation : Studien zur Praxis der sprachlichen und multimodalen Positionierung im Interaktionsraum "Kunst". De Gruyter Verlag, Berlin/Boston 2012, ISBN 978-3-11-027831-6.
- mit Ekkehard Felder und Friedemann Vogel: Korpuspragmatik : Thematische Korpora als Basis diskurslinguistischer Analysen. De Gruyter Verlag, Berlin/Boston 2012, ISBN 978-3-11-026949-9.